# 上仲町
上仲町（かみなかまち）は、愛知県名古屋市西区の地名。

## 歴史

### 沿革
- 1878年（明治11年）12月28日 - 名古屋村の一部、上宿中之町が名古屋区上仲町となる[3]。
- 1889年（明治22年）10月1日 - 名古屋市成立により、同市上仲町となる[3]。
- 1908年（明治41年）4月1日 - 西区編入により、同区上仲町となる[3]。
- 1980年（昭和55年）10月12日 - 西区城西四丁目・城西五丁目にそれぞれ編入され消滅[3]。